# 王瑞麟 (澳門)
王瑞麟（？—），澳門藝術家、藝術教育工作者。

## 經歷
王瑞麟在2002年畢業於華南師範大學（美術教育學士），2008年再取得同校現代藝術碩士學位。他曾於法國、葡萄牙、澳門等地舉行個人展覽，以及多次在澳門、香港、內地、新加坡及法國參與展覽及藝術博覽會。其作品的創作形式以油畫和錄像裝置為主；現時為澳門美術協會理事及青年委員會委員，並從事藝術教育工作。

## 藝術工作

### 作品展
- 2005年：「執著 ─ 王瑞麟繪畫作品展2005」（澳門牛房倉庫）
- 2012年：「猛龍截擊 -- 小龍問路 ─ 王瑞麟新作展」（澳門全藝社畫廊）
- 2012年：「王瑞麟個人作品展」（葡萄牙 Arte do Casino Estoril 畫廊）
- 2012年：「羈鳥 ─ 王瑞麟巴黎作品展」（法國戴高樂圖書館）
- 2012年：「越籠記 ─ 王瑞麟個人作品展」（葡萄牙波爾圖 Vantag 畫廊）
- 2014年：「籠遊戲 ─ 王瑞麟錄像裝置作品」（澳門藝術博物館）[3][4]

### 博覽會
- 2012年：「《雋文不朽》藝術展覽」（澳門舊法院大樓）
- 2012年：「新加坡藝術博覽會」
- 2012年：「香港當代2012」
- 2013年：「2013法國沙龍展」（法國巴黎羅浮宮卡魯塞爾展廳）
- 2013年：「Affordable Art Fair Hong Kong 」（香港灣仔會議展覽中心）
- 2013年：「藝術深圳」
- 2015年：「全藝社八周年 ─ 會員新作展」
- 2016年：「6075保利澳門酒店藝術博覽會」（澳門麗景灣藝術酒店）

### 作品集
- 2012年：《猛龍截擊 -- 小龍問路王瑞麟新作展》個人畫集
- 2017年：《圍觀者 ─ 王瑞麟作品展》個人畫集

### 作品收藏
- 《龍騰》澳門金龍娛樂場星星貴賓廳收藏
- 《藏姑娘》、《晚霞》、《red high heels》澳門威尼斯人基建發展部經理私人收藏

## 外部連結
- 全藝社 - 王瑞麟 （页面存档备份，存于）